# Antapan
Antapan is een bestuurslaag in het regentschap Tabanan van de provincie Bali, Indonesië. Antapan telt 3181 inwoners (volkstelling 2010).